# Riacho do Saco (Bahia)
O rio do Saco é um curso de água brasileiro que banha o estado da Bahia. Tem sua nascente numa área da zona rural de Teofilândia e atravessa a zona rural do município de Araci e deságua no rio Itapicuru, no município de Tucano.
Este rio percorrendo uma distancia de 57,8 Km (segundo ferramenta de medição de distância do Google Maps) desde sua nascente na cidade de Teofilândia, cortando de ponta a ponta o município de Araci até desaguar no Rio Itapicuru, na cidade de Tucano.